# Arlita

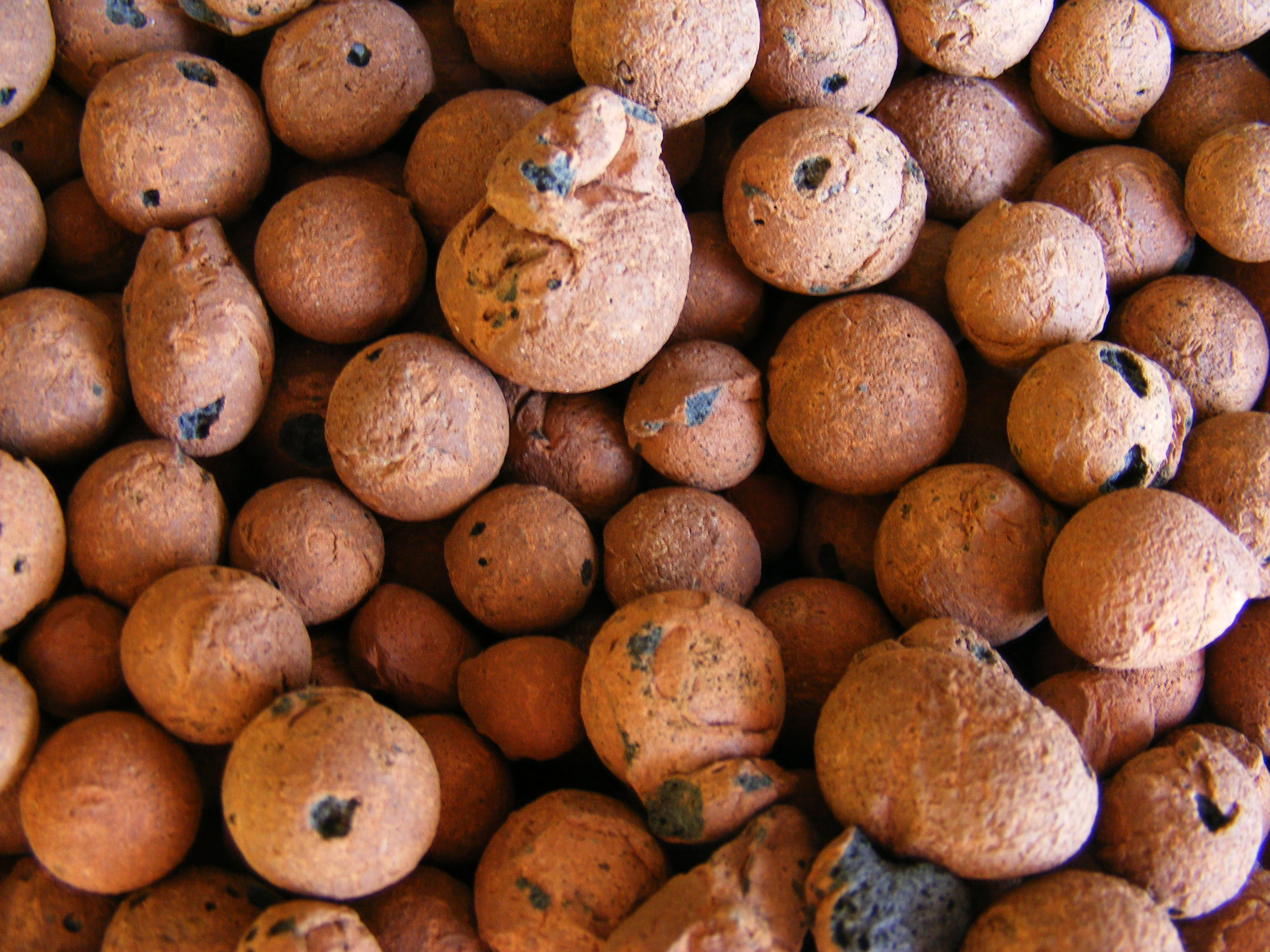
Bolas de arlita.

La arlita, también llamada ripiolita, arcilla expandida o leca (en Argentina), es un árido cerámico de gran ligereza fabricado calentando trozos de arcilla en un horno rotativo a aproximadamente 1200 °C los gases resultantes expanden el volumen de la pieza disminuyendo su densidad.
Se emplea en construcción para hacer concreto y bloques de alta ligereza, como relleno para formar pendientes en cubiertas planas, recrecidos para soleras, y como aislante térmico.
La arlita también se emplea como filtro en depuración de aguas. En jardinería se utiliza para sistemas de cultivo hidropónicos a modo de sustrato inerte, sustituyendo a un sustrato de tierra, para airear sustratos y como drenaje de suelos.

## Historia
Fue desarrollado en Kansas City alrededor de 1917 para la producción en un horno rotatorio de un árido expandido conocido como haydite, el cual se empleó para la construcción del SS Selma. Después se desarrollaron otra serie de áridos conocidos como gravelita, perlita etc.

## Características
Su granulometría puede variar desde los 10-16mm, hasta diámetros inferiores a los 5mm. En general, cuanto más grande sea el tamaño del grano (más expandido), menor será la densidad del material, que oscila entre los 325kg/m³ y los 750kg/m³. Esta densidad es hasta cinco veces inferior a la de la arcilla común, en torno a los 1500kg/m³.
La arlita aplicada a la jardinería sólo ha de contener arcilla expandida, eliminando en su proceso de fabricación metales que pudieran afectar al equilibrio de ph y electro conductividad de la planta. Este tipo de arlita para jardinería, puede fabricarse con algún colorante (normalmente rojo) para darle un aspecto diferente a la usada en construcción, siendo igualmente válida si carece de color.

## Aplicaciones
La característica más notable de la arlita es su relación entre peso y capacidad resistente. Por estas cualidades, se emplea fundamentalmente como material de relleno de bajo peso en situaciones en las que es necesaria una cierta resistencia mecánica. El uso más típico de este material consiste en crear pendientes para conducir el agua en cubiertas planas. El método de aplicación más usado es la mezcla de arlita con aproximadamente un 15-20% de cemento, creando el «mortero de arlita». Con el mismo propósito se emplea como recrecido en forjados, y soleras. Es también una solución habitual en obras de ingeniería civil como relleno en excavaciones.
La arlita también se utiliza en hormigones ligeros, con densidades que pueden llegar a ser tan bajas como 500kg/m³ (cinco veces menores que el hormigón común), si bien los hormigones ligeros utilizados con fines estructurales no suelen presentar densidades inferiores a los 1300-1500kg/m³.
Debido a su porosidad, estos hormigones deben recubrirse con hormigón convencional o mediante otras técnicas que eviten la oxidación de las armaduras interiores. 
Algunas piezas prefabricadas también incorporan arlita: tal es el caso de algunas bovedillas, pantallas acústicas, o losetas.
También se usa en jardinería, como base para el cultivo hidropónico; en cultivo con tierra sirve para mejorar la retención de humedad, brindar una mejor oxigenación a las raíces y servir como medio de conservación de bacterias benéficas debido a su porosidad  ante situaciones adversas.